# Le Petit-Fougeray
Ne pas confondre la commune de Le Petit-Fougeray avec celle de Grand-Fougeray, toutes les deux situées en Ille-et-Vilaine.
Le Petit-Fougeray est une commune française située dans le département d'Ille-et-Vilaine, en région Bretagne.

## Géographie

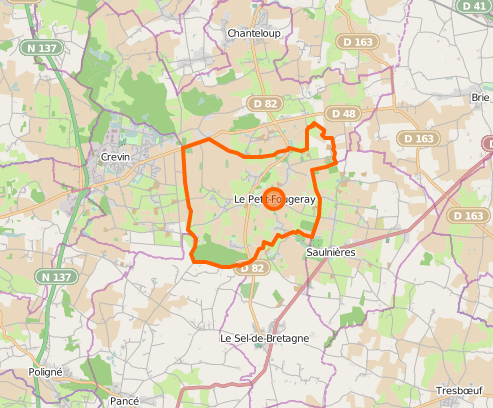
Communes limitrophes

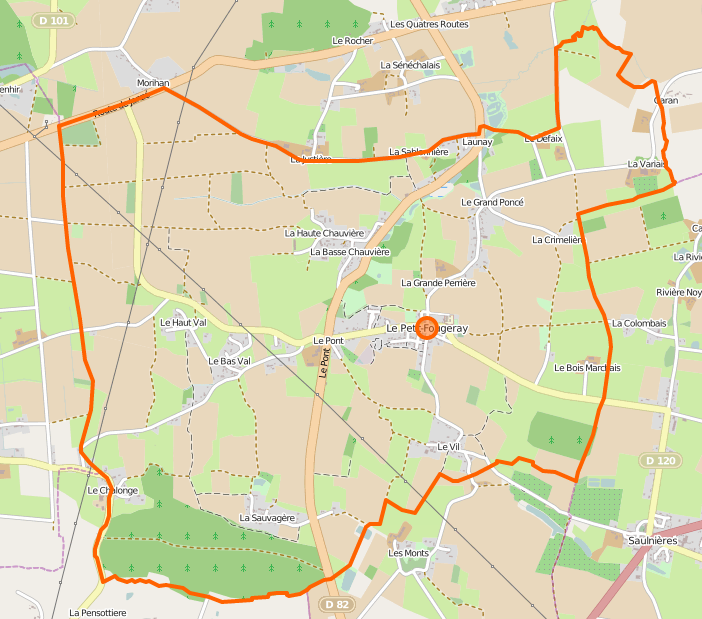
Limite administrative

|        | Chanteloup         |            |
| Crevin | Petit-Fougeray     | Saulnières |
| Pancé  | Le Sel-de-Bretagne |            |

### Hydrographie
Pour un article plus général, voir Réseau hydrographique d'Ille-et-Vilaine.
La commune est située dans le bassin Loire-Bretagne. Elle est drainée par le ruisseau de l'Étang normand, le ruisseau de Caran et le ruisseau des Caillons,,.

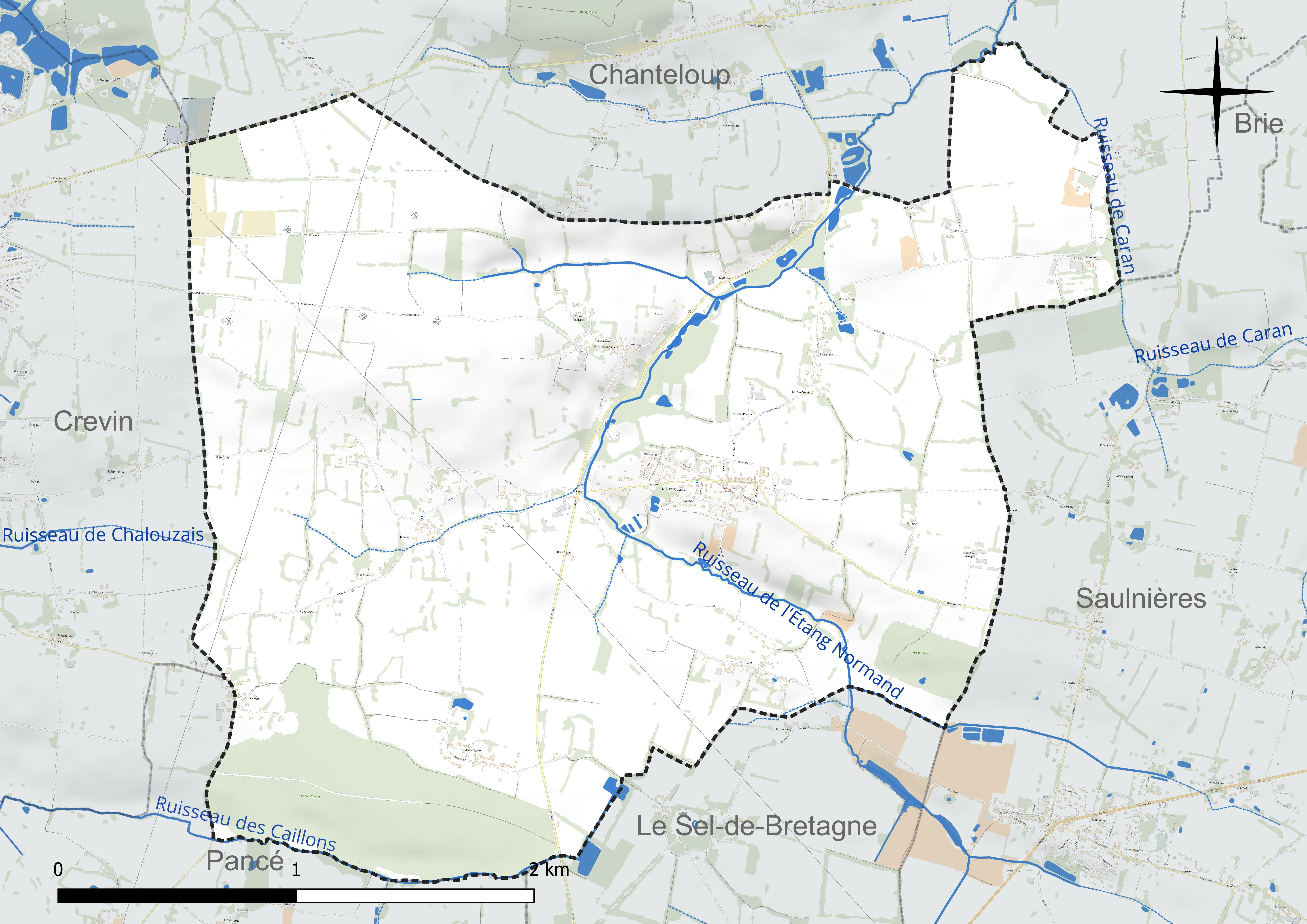
Réseau hydrographique du Petit-Fougeray.

### Climat
Pour des articles plus généraux, voir Climat de la Bretagne et Climat d'Ille-et-Vilaine.
En 2010, le climat de la commune est de type climat océanique altéré, selon une étude du CNRS s'appuyant sur une série de données couvrant la période 1971-2000. En 2020, Météo-France publie une typologie des climats de la France métropolitaine dans laquelle la commune est exposée à un climat océanique et est dans la région climatique  Bretagne orientale et méridionale, Pays nantais, Vendée, caractérisée par une faible pluviométrie en été et une bonne insolation. Parallèlement l'observatoire de l'environnement en Bretagne publie en 2020 un zonage climatique de la région Bretagne, s'appuyant sur des données de Météo-France de 2009. La commune est, selon ce zonage, dans la zone « Sud Est », avec des étés relativement chauds et ensoleillés.  
Pour la période 1971-2000, la température annuelle moyenne est de 11,3 °C, avec une amplitude thermique annuelle de 13,2 °C. Le cumul annuel moyen de précipitations est de 774 mm, avec 13,3 jours de précipitations en janvier et 6,7 jours en juillet. Pour la période 1991-2020, la température moyenne annuelle observée sur la station météorologique la plus proche, située sur la commune de La Noë-Blanche à 17 km à vol d'oiseau, est de 12,2 °C et le cumul annuel moyen de précipitations est de 780,5 mm,. Pour l'avenir, les paramètres climatiques de la commune estimés pour 2050 selon différents scénarios d'émission de gaz à effet de serre sont consultables sur un site dédié publié par Météo-France en novembre 2022.

## Urbanisme

### Typologie
Au 1er janvier 2024, Le Petit-Fougeray est catégorisée commune rurale à habitat dispersé, selon la nouvelle grille communale de densité à sept niveaux définie par l'Insee en 2022.
Elle est située hors unité urbaine. Par ailleurs la commune fait partie de l'aire d'attraction de Rennes, dont elle est une commune de la couronne,. Cette aire, qui regroupe 183 communes, est catégorisée dans les aires de 700 000 habitants ou plus (hors Paris),.

### Occupation des sols
L'occupation des sols de la commune, telle qu'elle ressort de la base de données européenne d'occupation biophysique des sols Corine Land Cover (CLC), est marquée par l'importance des territoires agricoles (87,8 % en 2018), une proportion identique à celle de 1990 (87,8 %). La répartition détaillée en 2018 est la suivante : 
zones agricoles hétérogènes (49,6 %), terres arables (29,5 %), prairies (8,7 %), forêts (7,8 %), zones urbanisées (4,4 %). L'évolution de l'occupation des sols de la commune et de ses infrastructures peut être observée sur les différentes représentations cartographiques du territoire : la carte de Cassini (XVIIIe siècle), la carte d'état-major (1820-1866) et les cartes ou photos aériennes de l'IGN pour la période actuelle (1950 à aujourd'hui).

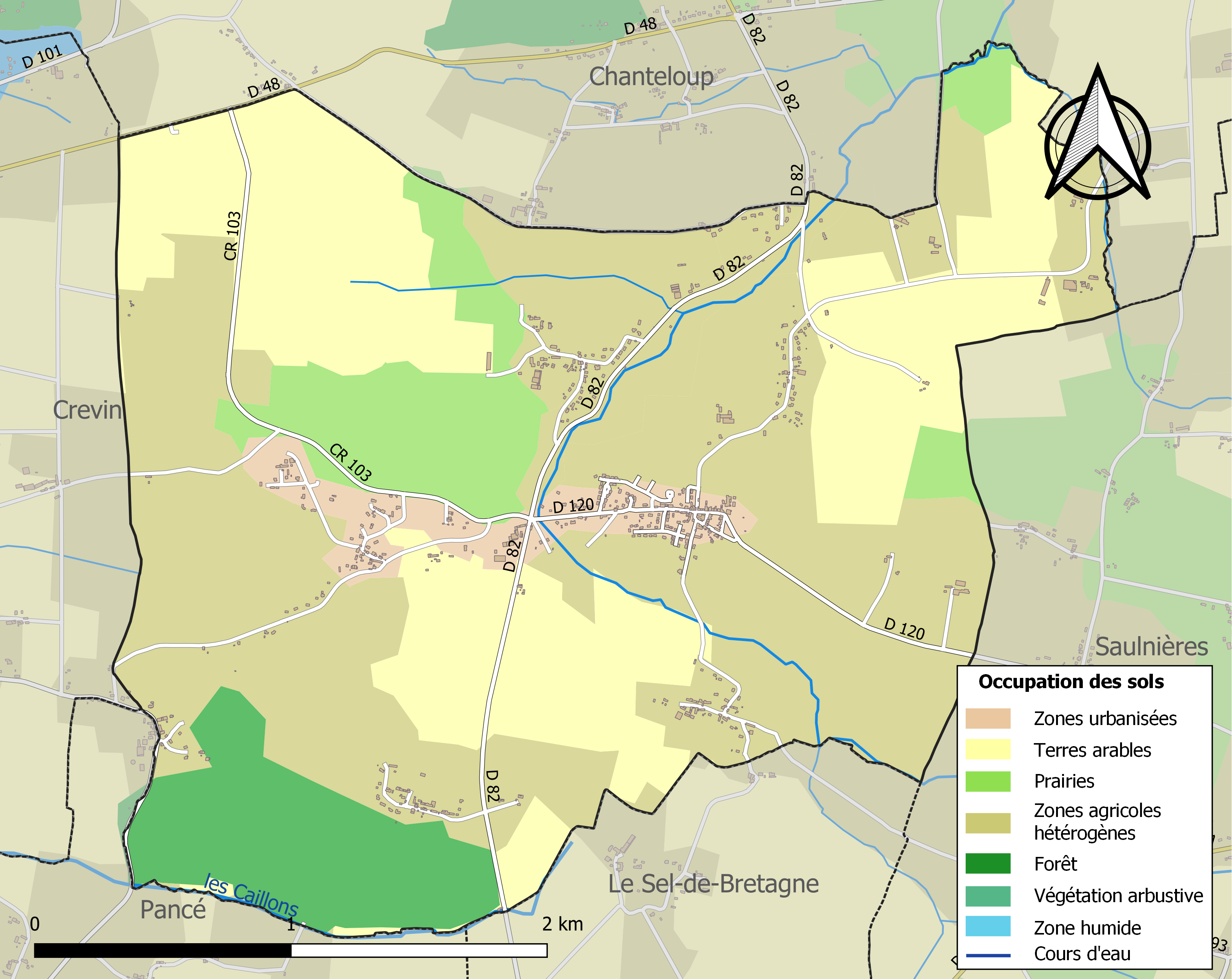
Carte des infrastructures et de l'occupation des sols de la commune en 2018 (CLC).

## Toponymie
Fougeray désigne un « lieu où pousse la fougère ».

## Histoire

### LeXIXesiècle
Le Petit-Fougeray, section de la commune de Chanteloup, a été érigé desservance en 1831.

### LeXXesiècle

#### L'Entre-deux-guerres
La commune du Petit-Fougeray a été créée en 1936, par démembrement de la commune de Chanteloup.

## Politique et administration

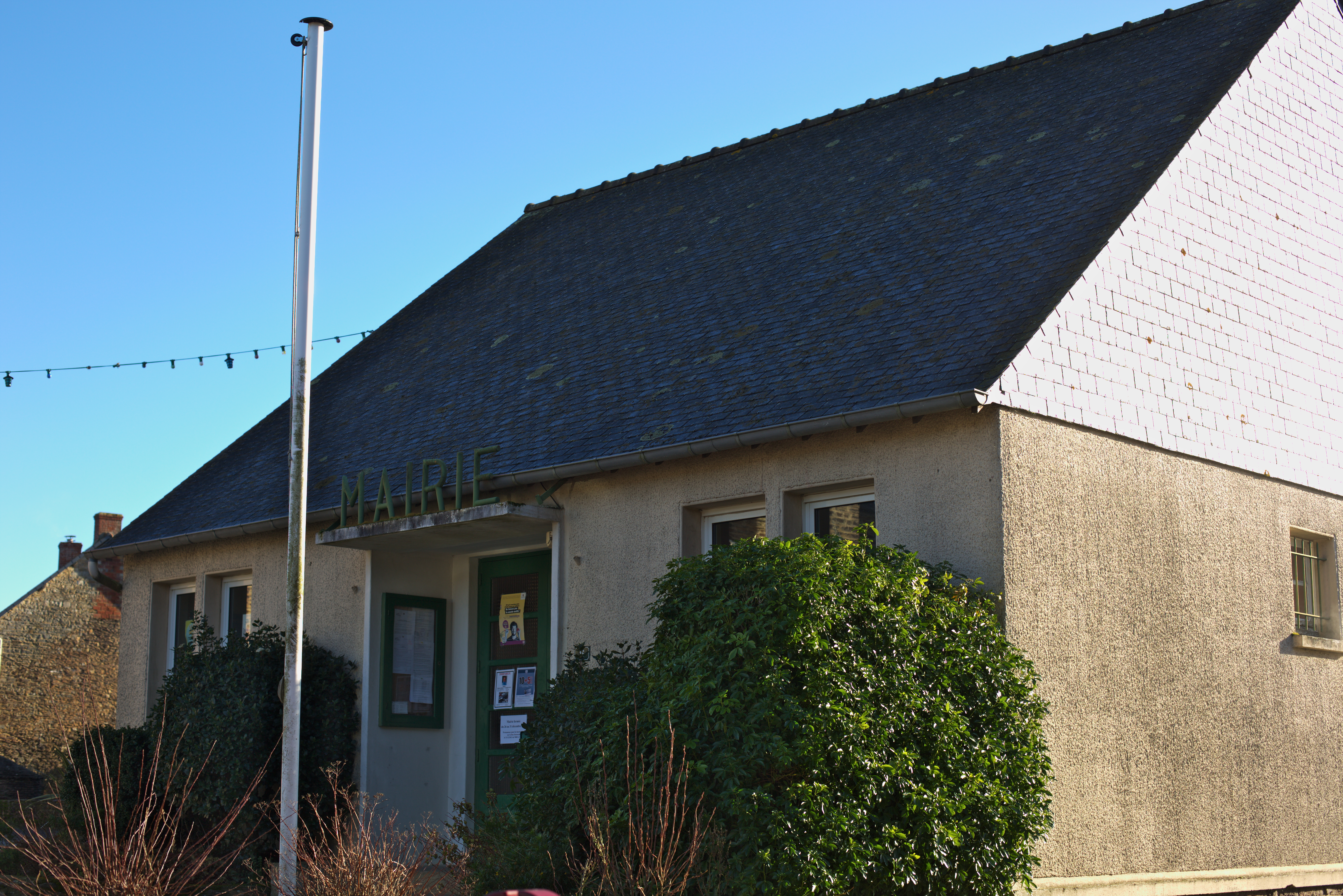
La mairie.

| Période                                  | Période     | Identité          | Étiquette | Qualité               |
| ---------------------------------------- | ----------- | ----------------- | --------- | --------------------- |
| 1977                                     | 1995        | Joseph Marchand   | DVD       | Commerçant            |
| 1995                                     | 2014        | Gilbert Landel    | -         | Agent SNCF            |
| 2014                                     | 25 mai 2020 | Gilles Lefebvre   | SE        | Consultant en gestion |
| 25 mai 2020                              | En cours    | Christophe Brullé |           | Agriculteur           |
| Les données manquantes sont à compléter. |             |                   |           |                       |

## Démographie
L'évolution du nombre d'habitants est connue à travers les recensements de la population effectués dans la commune depuis 1936. Pour les communes de moins de 10 000 habitants, une enquête de recensement portant sur toute la population est réalisée tous les cinq ans, les populations de référence des années intermédiaires étant quant à elles estimées par interpolation ou extrapolation. Pour la commune, le premier recensement exhaustif entrant dans le cadre du nouveau dispositif a été réalisé en 2004.

En 2022, la commune comptait 886 habitants, en évolution de −1,45 % par rapport à 2016 (Ille-et-Vilaine : +5,46 %, France hors Mayotte : +2,11 %).
| 1936 | 1946 | 1954 | 1962 | 1968 | 1975 | 1982 | 1990 | 1999 |
| ---- | ---- | ---- | ---- | ---- | ---- | ---- | ---- | ---- |
| 407  | 372  | 367  | 360  | 347  | 297  | 359  | 387  | 461  |

| 2004 | 2006 | 2009 | 2014 | 2019 | 2022 | - | - | - |
| ---- | ---- | ---- | ---- | ---- | ---- | - | - | - |
| 576  | 593  | 843  | 895  | 883  | 886  | - | - | - |

## Lieux et monuments
La commune ne compte aucun monument historique protégé.
- L'église paroissiale du Sacré-Cœur a été construite en 1838[24],[25].

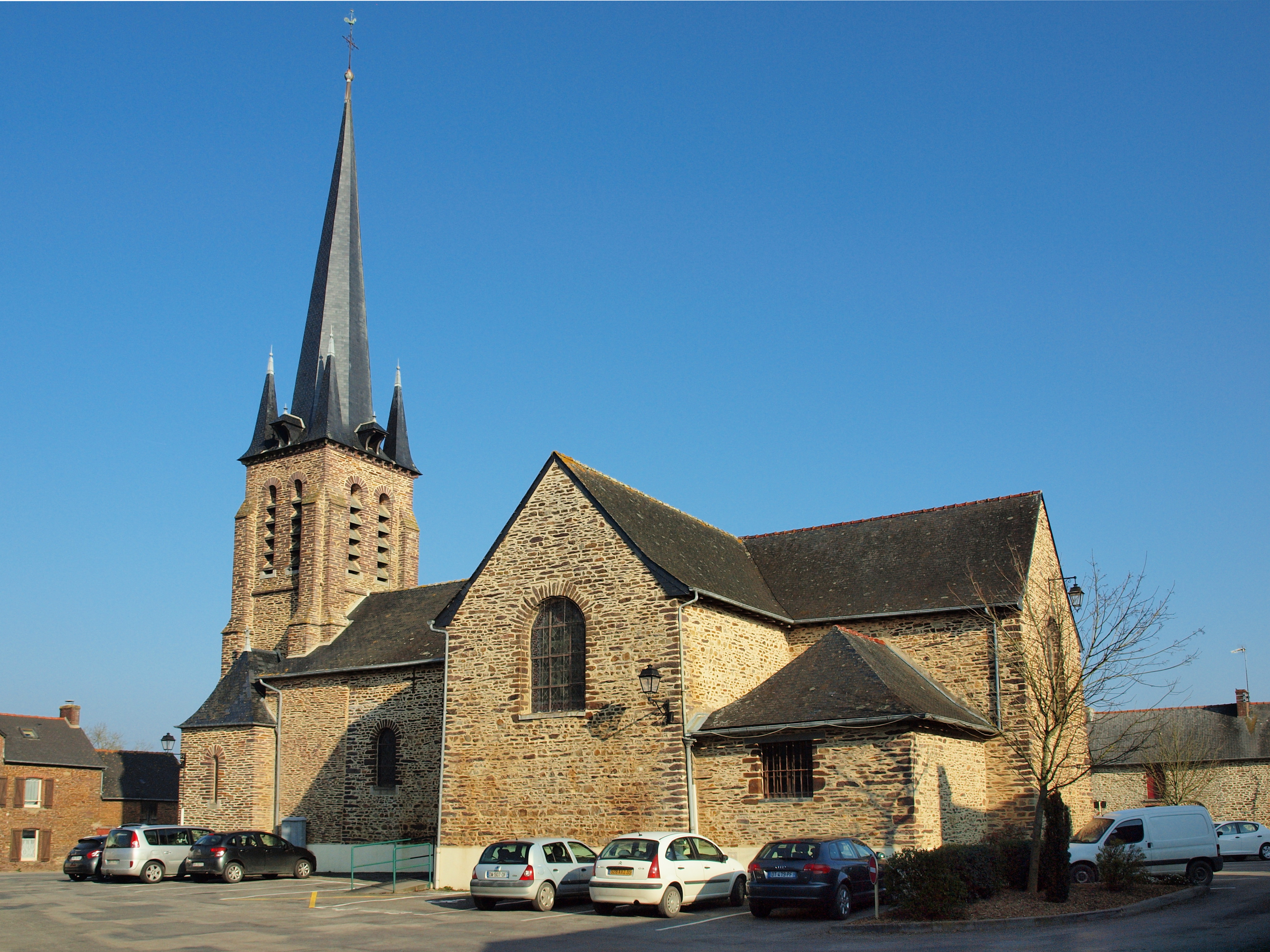
L'église du Sacré-Cœur 1.
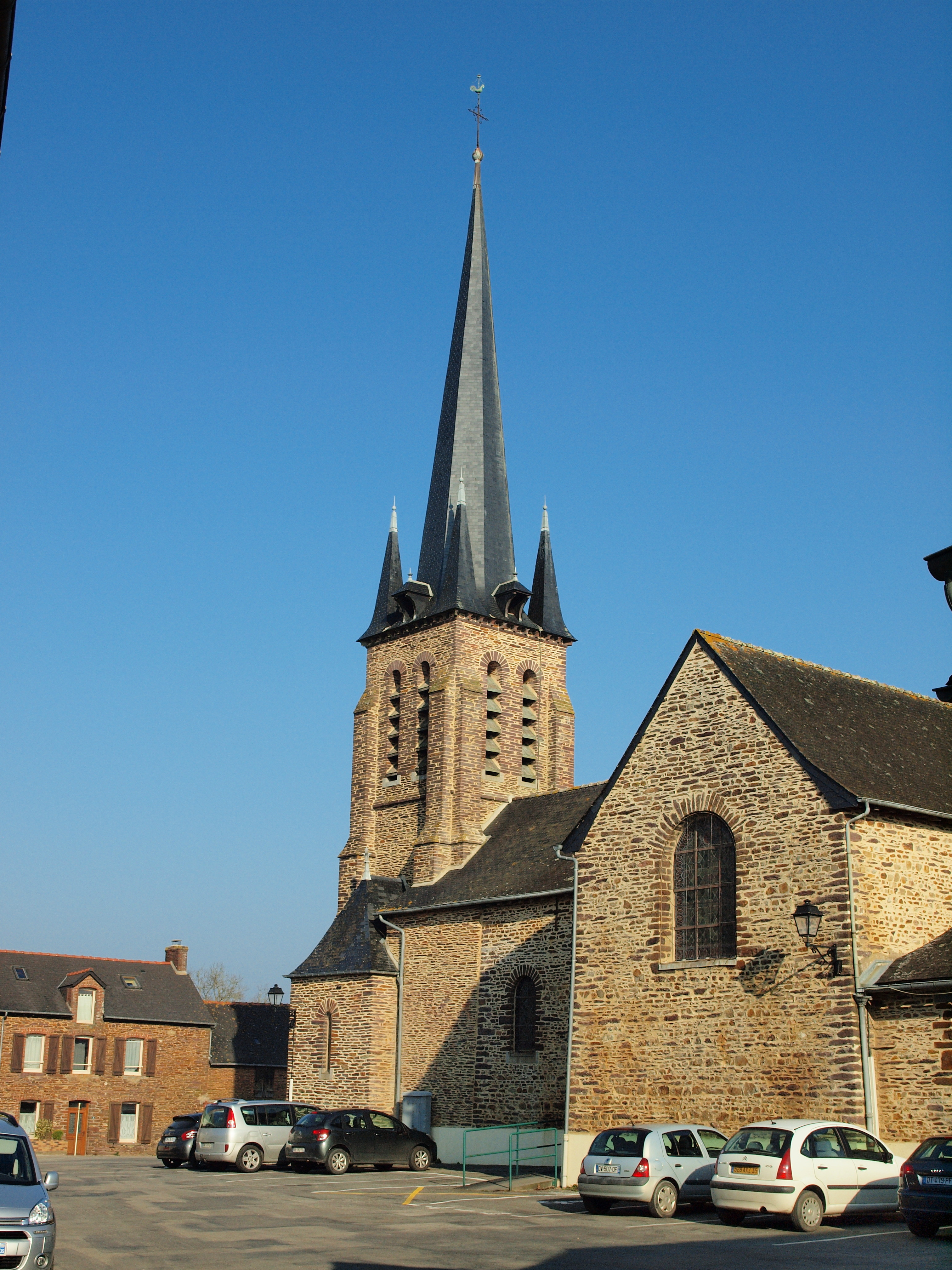
L'église du Sacré-Cœur 2.
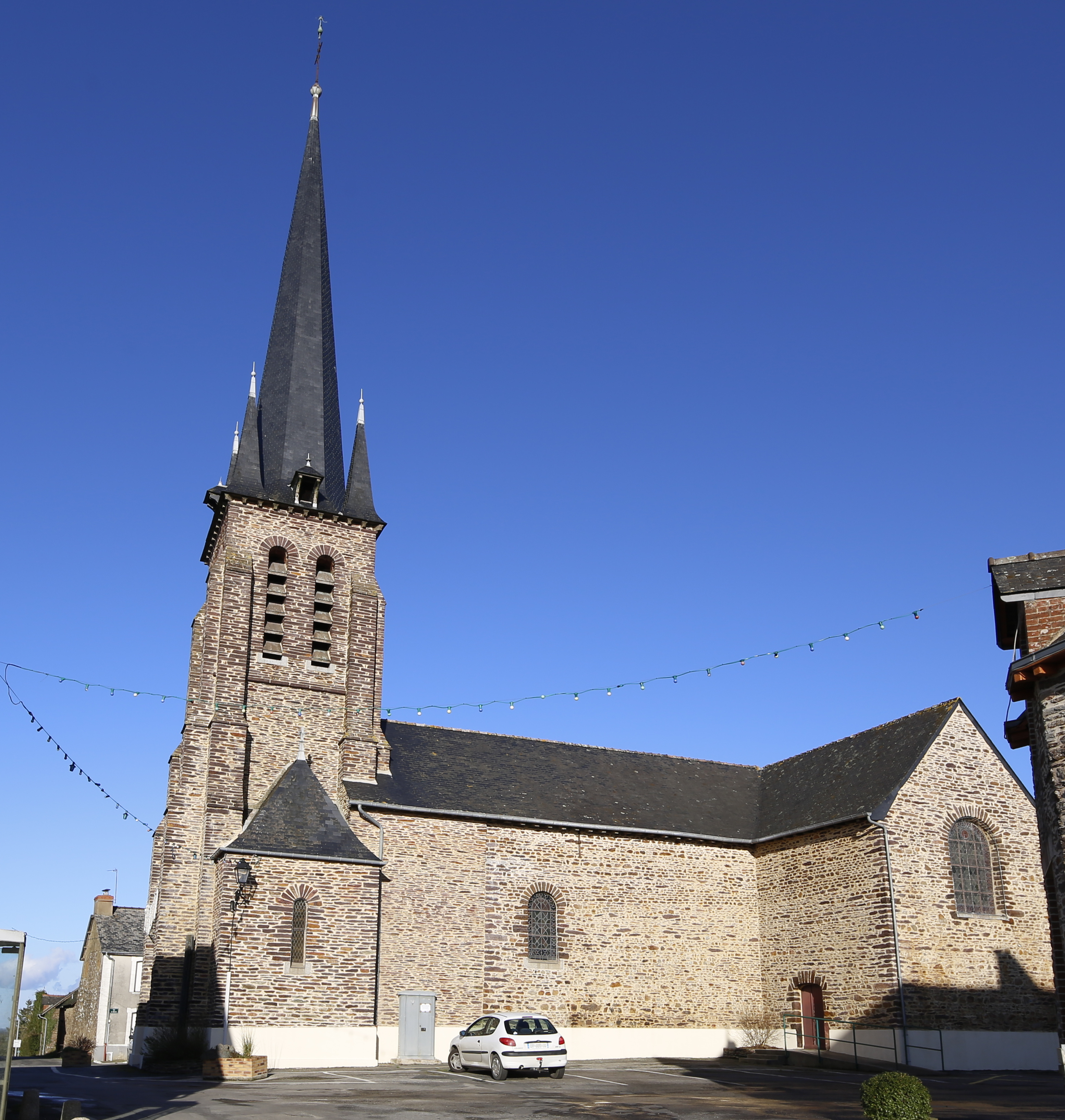
L'église du Sacré-Cœur 3.
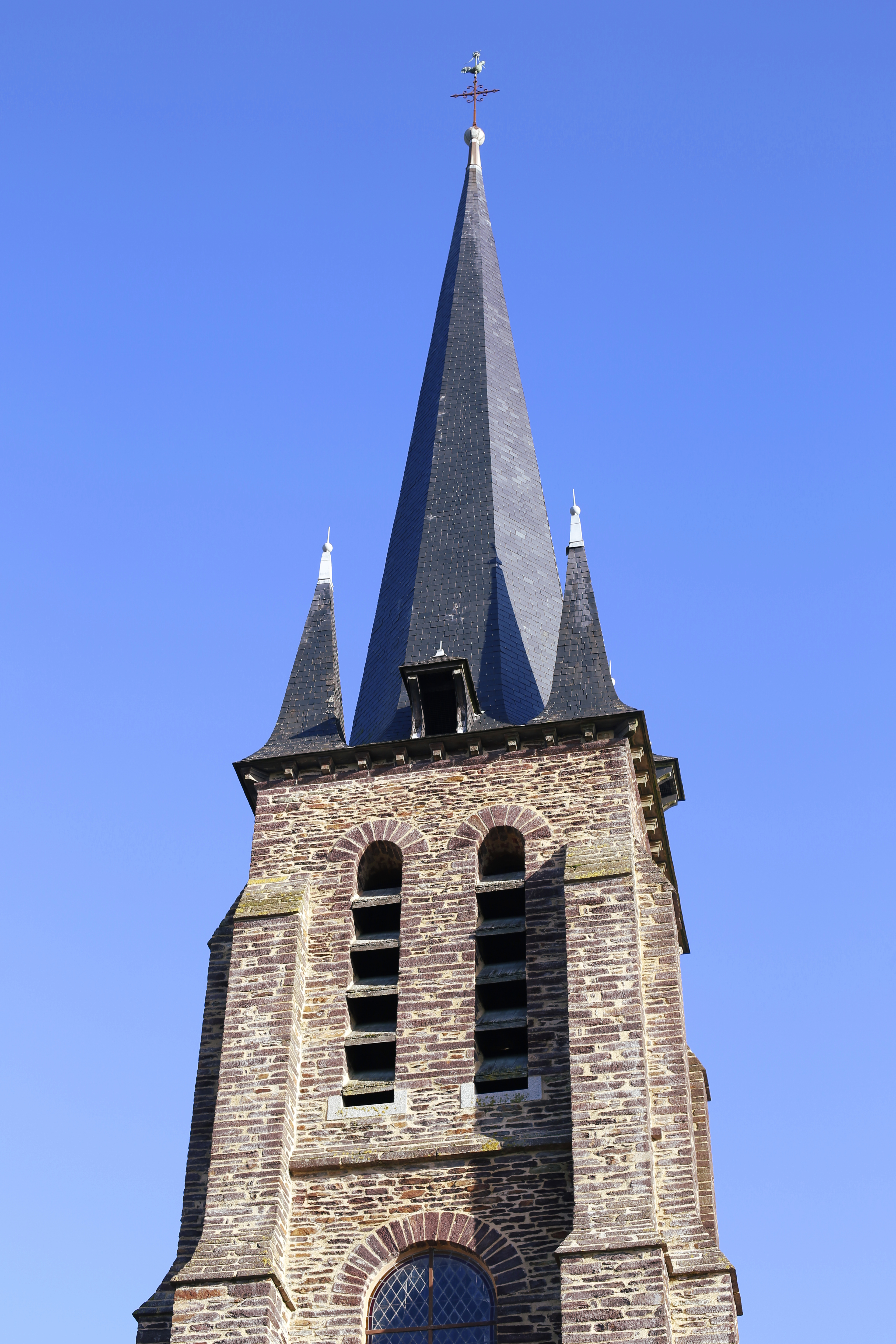
L'église du Sacré-Cœur 4.